# Chapelle Saint-Étienne-de-Vaissière d'Azille
Pour les articles homonymes, voir Chapelle Saint-Étienne.
La chapelle Saint-Étienne de Vaissière est une église romane située à Azille dans le département français de l'Aude en région Occitanie.

## Localisation
La  chapelle Saint-Étienne-de-Vaissière se dresse dans les vignes d'un domaine privé situé à environ 5 km à l'ouest d'Azille, au sud de la route de Rieux-Minervois, non loin de la rivière Argent-Double.

## Historique
La chapelle fut construite au XIe siècle mais l'abside centrale a été refaite au XIIe siècle.
Elle fait l'objet d'une inscription au titre des monuments historiques depuis le 14 avril 1948.

## Architecture

### Le chevet roman
Isolée au milieu des vignes et flanquée de cyprès, la chapelle possède un beau chevet roman tréflé constitué d'une abside centrale du XIIe siècle en pierre de taille et de deux absidioles du XIe siècle en moellon assemblé en appareil irrégulier, comme le reste de l'édifice.
L'abside centrale, bâtie sur un soubassement en moellon plus large qu'elle, est rythmée par six belles colonnes dont trois (côté sud) sont partiellement détruites. Elle est percée d'une fenêtre axiale à double ébrasement et de deux beaux oculi et surmontée d'une belle corniche moulurée. Elle a subi une lourde réfection en moellon sous la corniche du côté nord.
Chacune des absidioles est percée d'une fenêtre unique surmontée d'un linteau monolithique, caractéristique archaïque d'origine préromane que l'on retrouve non loin de là sur la chapelle Saint-Laurent de Moussan.

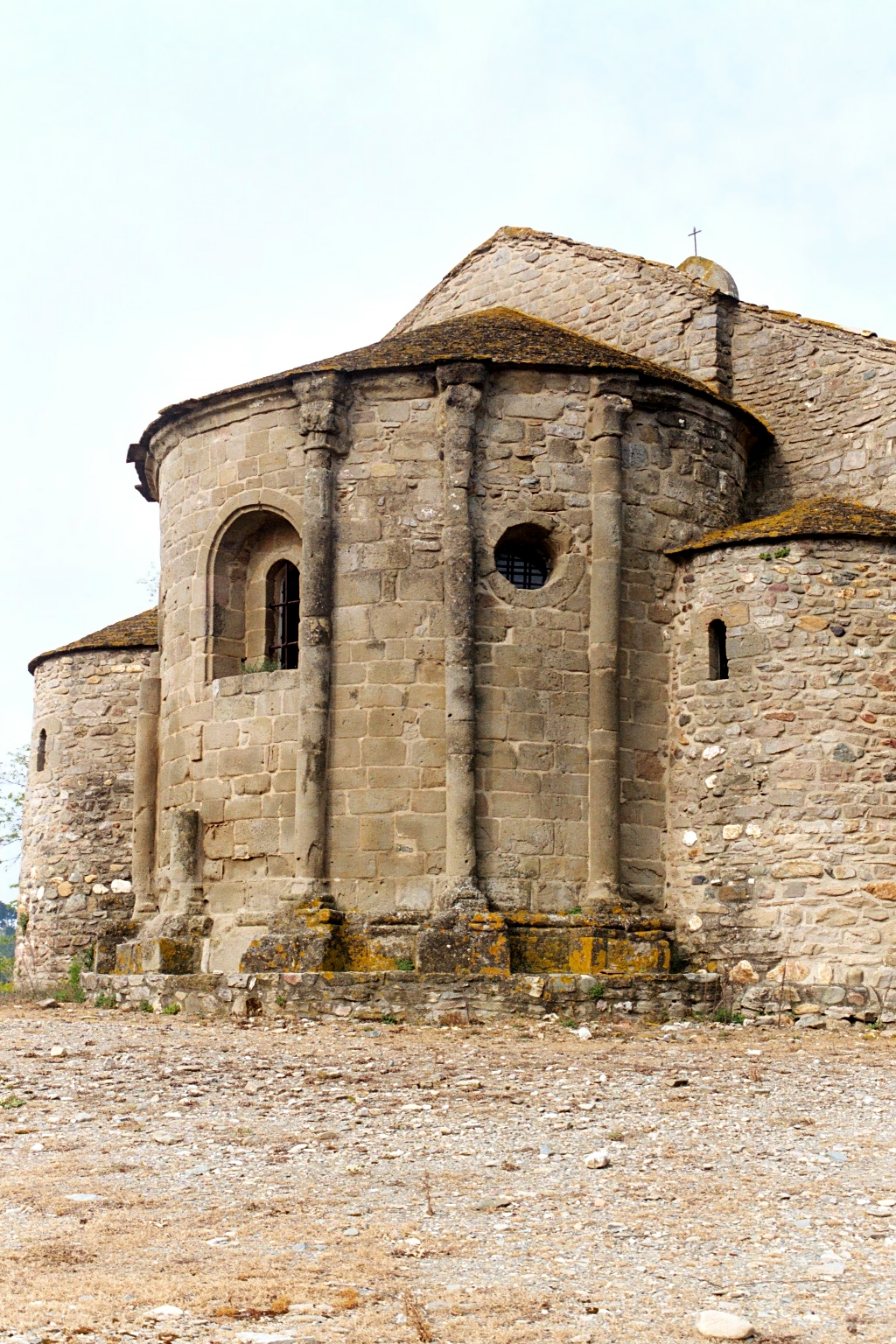
Abside et absidioles.
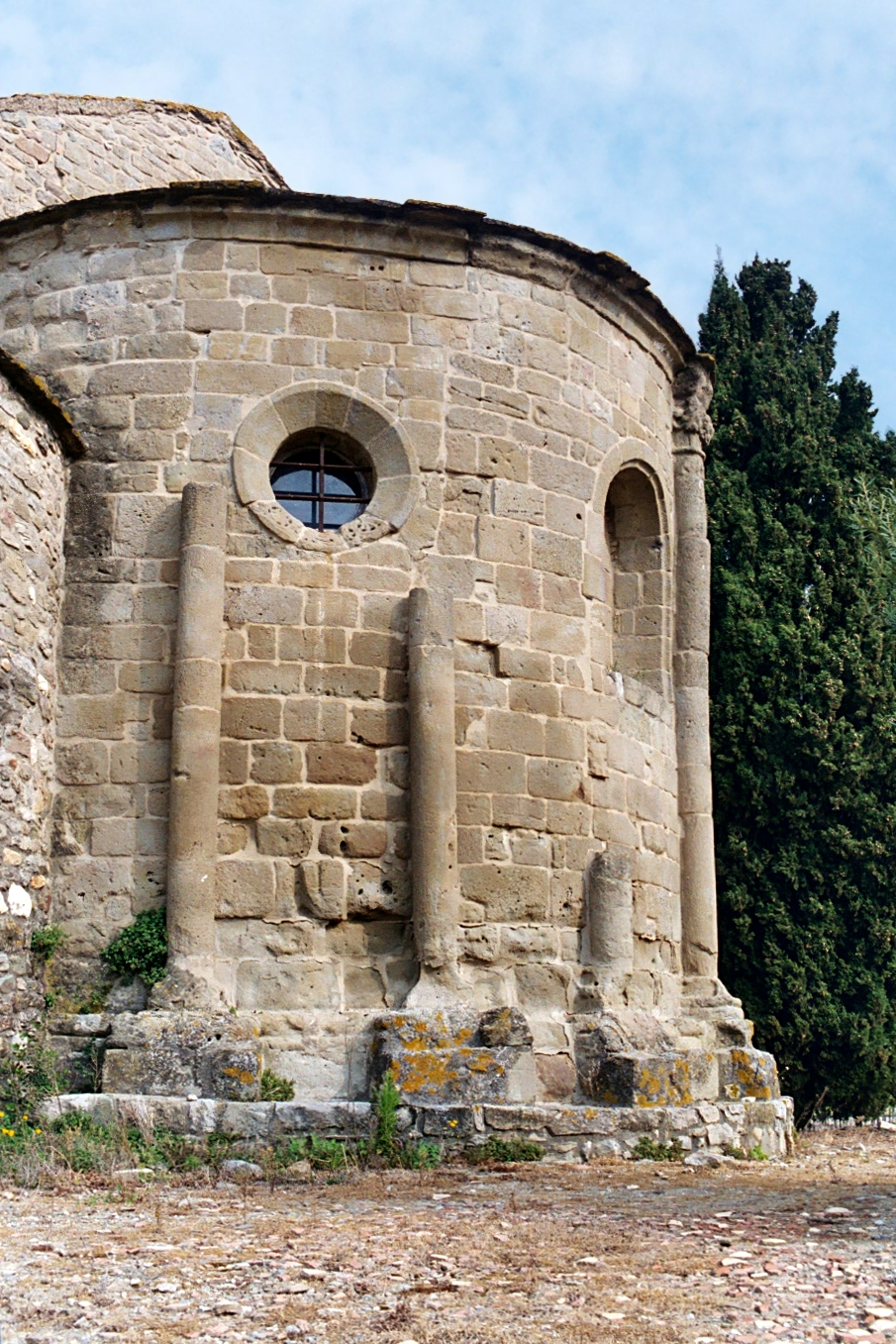
L'abside centrale.

### La façade méridionale
La façade méridionale est rythmée par quatre grands arcs de décharge dont l'un abrite la porte.
La travée de chœur possède une toiture plus élevée que la nef et est surmontée d'un clocheton à baie campanaire unique. 

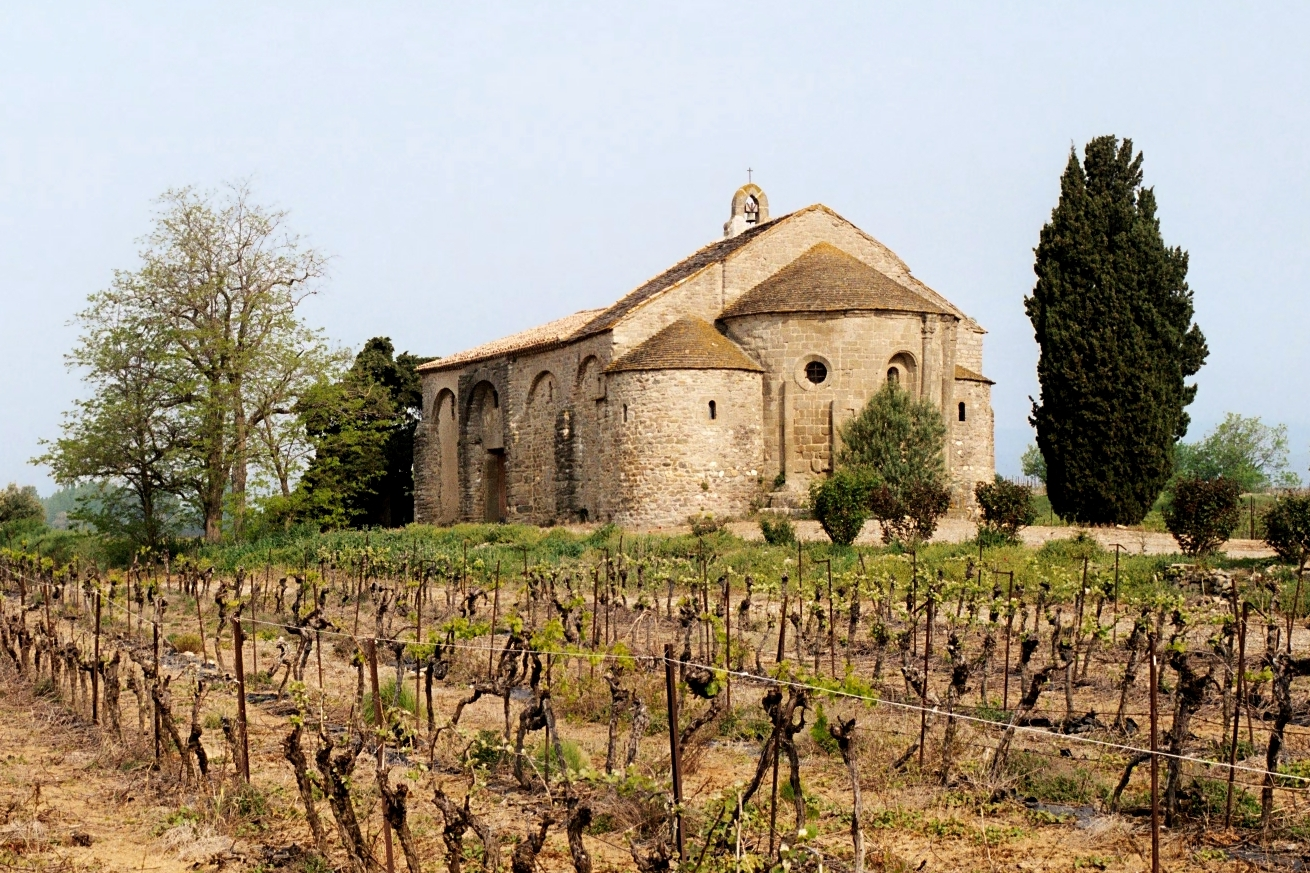
La façade méridionale et le chevet.
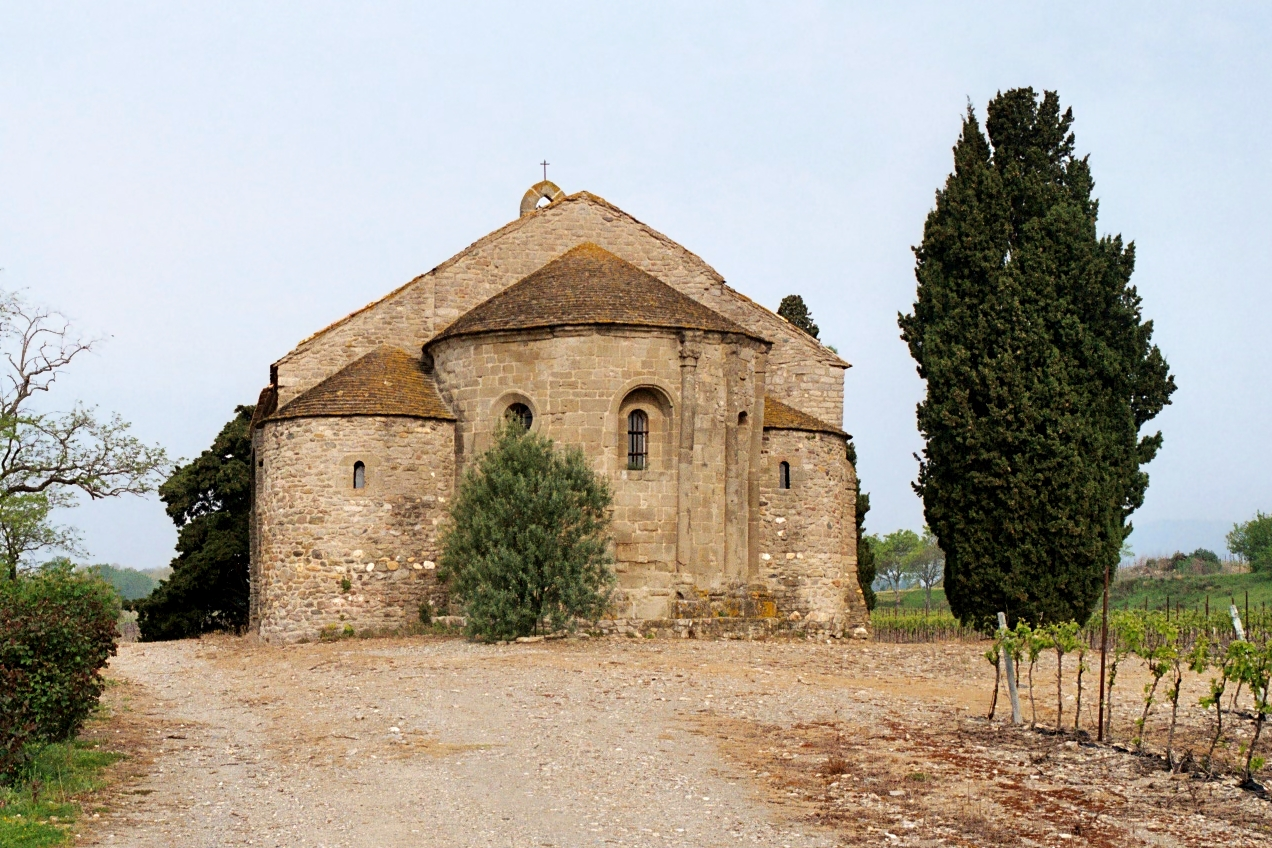
Le chevet vu de loin.